# Herczeg János (újságíró)
Herczeg János (Budapest, 1934. augusztus 17. – 2022. április 30.) matematikatanár, tudományos újságíró, lapszerkesztő.

## Életpályája
1952-ben érettségizett az óbudai Árpád Gimnáziumban. 1956-ban végezte el az ELTE Természettudományi Kar matematika–fizika tanári szakát. Ócsán, a Bolyai Gimnáziumban tanított 1956–1959 között. 1959–1964 között Kispesten a MüM Kísérleti Iskolában, majd 1964-től a budapesti Berzsenyi Gimnáziumban speciális matematika tagozaton. Közben az Eötvös Loránd Tudományegyetem Geometria Tanszékén is volt félállása 1959–1961 között. 1954-től az Élet és Tudományban Bizám Györggyel közösen szerkesztette a „Logar Miska feladatai”-t, illetve a „Gondolkodás iskolá”-ját. 1979-től a Magyar Rádió Iskolarádiójának szerkesztője volt, ahol számos tudományos-ismeretterjesztő műsora volt: Véges végtelen (Vekerdi Lászlóval), Homo ludens, Reggeli csúcs, Játéktér, Tanakodó, Gordiusz stb. Később a „Gordiusz műhely” főszerkesztője lett. A Tudományos Újságírók Klubjában több ízben volt vezetőségi tag. 1995–2004 között az Élet és Tudomány főszerkesztője.
Tanórái az ókori görög iskolákhoz hasonlóak voltak: a tanulók alkotók, vitatkozók. A háttérből irányított, mindig minden jó ötletet jutalmazott, felfedeztető módszerrel tanított. Sokra értékelte a matematikai eleganciát, speciális matematikát tanulóknak is írt tankönyvet.

## Díjai
- 1974: Beke Manó-emlékdíj
- 1991: Tudományos Újságírók Klubja Enciklopédia Díja[6]
- 1993: Prométheusz-érem
- 1994: Táncsics Mihály-díj
- 2000: Jedlik Ányos-díj
- 2005: Rátz Tanár Úr-életműdíj

## Könyvei
- Logar Miska feladatai Bizám Györggyel 1958. Bibliotheca
- Játék és logika 85 feladatban (Bizám Györggyel) 1971. Műszaki kiadó (több kiadást megért, megjelent oroszul, lengyelül, szlovákul is)
- Az Iskolarádió matematika szakköre (szerkesztőként) 1976. Magyar Rádió
- Matematika 2. – tankönyv 1982. Tankönyvkiadó
- Vekerdi László–Herczeg János: A véges végtelen; Typotex, Bp., 1996
- Csillagórák Vekerdi Lászlóval 2011. Typotext